# Privatbrauerei Eibau
Vous pouvez aider à l'améliorer ou bien discuter des problèmes sur sa page de discussion.
- Il ne cite pas suffisamment ses sources. Vous pouvez indiquer les passages à sourcer avec {{référence nécessaire}} ou {{Référence souhaitée}}, et inclure les références utiles en les liant aux notes de bas de page. (Marqué depuis avril 2021)
- Il contient une ou plusieurs listes. Le texte gagnerait à être rédigé sous la forme d’un ou plusieurs paragraphes synthétiques, afin d’être plus agréable à lire. (Marqué depuis avril 2021)

- Archive Wikiwix
- Bing
- Cairn
- DuckDuckGo
- E. Universalis
- Gallica
- Google
- G. Books
- G. News
- G. Scholar
- Persée
- Qwant
- (zh) Baidu
- (ru) Yandex
- (wd) trouver des œuvres sur Wikidata

La Privatbrauerei Eibau i.Sa. GmbH est une brasserie à Eibau, devenu en 2013 un quartier de Kottmar.

## Histoire
La brasserie rurale d'Eibau est fondée à l'initiative de la Bierbürgerschaft Zittau afin de faciliter l'approvisionnement en bière des villages éloignés de Zittau. Cette décision est prise dès 1786, mais comme la construction a des coûts non négligeables, la brasserie rurale d'Eibau n'est créée qu'en 1810 et obtient des droits de brassage. Dans l'intervalle, Ebersbach demande sans succès les droits de la brasserie pour la région en 1786 et 1802. Au départ, une partie de l'eau de brassage provient du moulin du Beckenberg, à 500 mètres de là, et est acheminée par des tuyaux en bois jusqu'à la brasserie. La brasserie brûle en 1863. 
Gustav Adolf Theodor Krampf achète la brasserie après sa reconstruction. De 1900 à 1907, elle produit de la Malzbier au caramel (Eibauer Porter avec environ 2,5% vol. D'alcool), et c'est ainsi que la brasserie connaît son apogée. Le 29 janvier 1937, le maître brasseur Hans Münch acquiert la brasserie d'Eibau, qu'il dirige jusqu'en 1972.
Le 14 mai 1945, le premier brassage de bière contenant douze pour cent de moût d'origine est brassé sur ordre du siège soviétique. En mai 1972, la brasserie est expropriée et incorporée à la Landskron Brau-Manufaktur à Görlitz. En 1990, les descendants rachètent l'entreprise et la dirigent en entreprise familiale jusqu'en 2008. Après la vente de la société en 2010, elle est renommée Privatbrauerei Eibau i.Sa.
En 1998, la licence de brassage de l'abbaye de Marienthal est acquise. La German Beer est également brassée, elle était à l'origine produite dans la brasserie Sternburg à Lützschena.

## Production
La Eibauer Privatbrauerei produit les types de bière suivants :
- Eibauer Schwarzbier
- Lausitzer Dunkel
- Eibauer Porter
- Jubiläums Pilsner 1810
- Eibauer Helles Landbier
- Eibauer Heller Bock
- Eibauer Dunkler Bock
- Eibauer Radler
- German Beer 12°
- St. M, hell und dunkel (St. Marienthaler Klosterbier)
- Eibauer Zwick’l, hell und dunkel, naturtrüb (Zwickelbier)
- Lausitzer Häuselbier
- Eibauer Hefeweizen